# 運命を分けたザイル
『運命を分けたザイル』（原題: Touching the Void）は、2003年のイギリス映画である。

## 概要
ケヴィン・マクドナルド監督、ブレンダン・マッキー、ニコラス・アーロン、オリー・ライアル主演の2003年のサバイバル ドキュメンタリー映画。1985年にペルーのアンデス山脈ワイワシュ山脈のシウラ・グランデ西壁の初登頂に成功したジョー・シンプソンとサイモン・イェーツの危うく命を落としそうな下山を描いている。シンプソンが1988年に出版した同名の本に基づいている。

## 内容
アンデス山脈の雪山で遭難し、生還を果たしたエピソードを、本人へのインタビューと俳優による再現映像により描き出す。

## キャスト
- ジョー・シンプソン
- サイモン・イェーツ
- リチャード・ホーキング

### 再現映像
| 役名                   | 俳優                 | 日本語吹替 |
| ---------------------- | -------------------- | ---------- |
| ジョー・シンプソン     | ブレンダン・マッキー | 大塚芳忠   |
| サイモン・イェーツ     | ニコラス・アーロン   | 堀内賢雄   |
| リチャード・ホーキング | オーリー・ライアル   | 中村大樹   |

## 受賞とノミネート
| 年   | 賞・映画祭                   | 部門                         | 対象者                                    | 結果       |
| ---- | ---------------------------- | ---------------------------- | ----------------------------------------- | ---------- |
| 2004 | 英国インディペンデント映画賞 | 英国インディペンデント映画賞 |                                           | ノミネート |
| 2004 | 英国インディペンデント映画賞 | ドキュメンタリー賞           |                                           | 受賞       |
| 2004 | 英国インディペンデント映画賞 | 監督賞                       | ケヴィン・マクドナルド                    | ノミネート |
| 2004 | 英国インディペンデント映画賞 | 技術貢献賞                   | マイク・エリー（撮影）                    | 受賞       |
| 2003 | 英国アカデミー賞             | 英国作品賞                   | ケヴィン・マクドナルド ジョン・スミッソン | 受賞       |

## 音楽
音楽はアレックス・ヘフスが作曲した。サウンドトラックは、2003年12月15日リリース。
登山家二人はトマス・タリスの『スペム・イン・アリウム』のクライマックスに合わせて山頂に到達する。シンプソンは何度も錯乱状態になるが、そのうちの1回で、自分が大嫌いだったボニーMの曲「Brown Girl in the Ring」を思い出した。